# Synagoge (Den Haag)
De Grote Synagoge is een voormalige synagoge van het Nederlands Israëlitische Gemeente aan de Wagenstraat in de voormalige Jodenbuurt in Den Haag. Het gebouw is sinds 1981 in gebruik als de Mescidi Aksamoskee.

## Geschiedenis
Het neoclassicistische gebouw werd in 1842 ontworpen als Hoogduitse synagoge door architect Arend Roodenburg in opdracht van het bestuur van de askenazisch-joodse gemeente in Den Haag. In 1844 werd de synagoge in gebruik genomen. De synagoge lag midden in de toenmalige Haagse Jodenbuurt. Behalve aan de Wagenstraat, was er ook een askenazisch-joodse synagoge in de Carpentierstraat en een in Scheveningen aan de Harstenhoekweg.
Na verschillende dreigingen was de synagoge op 20 april 1941, de verjaardag van Adolf Hitler, doelwit van brandstichting door leden van de Nationaal-Socialistische Nederlandsche Arbeiderspartij. Hierbij ging een groot deel van de historische Heilige Arke verloren. De synagoge werd de maanden hierna gerestaureerd. Na de deportatie van de Haagse Joden in 1942 en 1943 stond de synagoge leeg.
Na de Tweede Wereldoorlog werd de synagoge samen met nog twee synagogen in ere hersteld. Door de Jodenvervolging tijdens de Tweede Wereldoorlog was de joodse gemeenschap echter sterk in aantal afgenomen, van 17.000 naar 2.000 daarom was het niet haalbaar om drie synagogen in stand te houden. De synagoge aan de Wagenstraat 101 werd in 1975 gesloten. De synagoge aan de Carpentierstraat is eveneens na de oorlog verkocht.

## Herbestemming
Nadat het leegstaande gebouw in 1978 door Turkse moslims was bezet, werd het gebouw in 1981 onder de naam Mescidi Aksamoskee (ook wel Aksamoskee genoemd) als moskee in dienst genomen. In dat jaar verdwenen de Hebreeuwse teksten en het jaartal 5604 (1844) van de gevel. In 1987 werden er twee minaretten bij het gebouw geplaatst.